# Torta de aceite
En España, las tortas de aceite son diferentes preparaciones de panadería o repostería que tienen forma de torta (plana y redonda) y contienen o se cubren con aceite de oliva. Algunas tortas de aceite son:
- la torta de aceite castellana, un pan plano y redondo cubierto de aceite. Destaca la Torta de aceite de Aranda, la cual es Marca de Garantía.
- la torta de aceite manchega, es un pan similar al anterior pero dulce, con una corteza muy tostada y espolvoreada con azúcar. También llamada torta de azúcar.

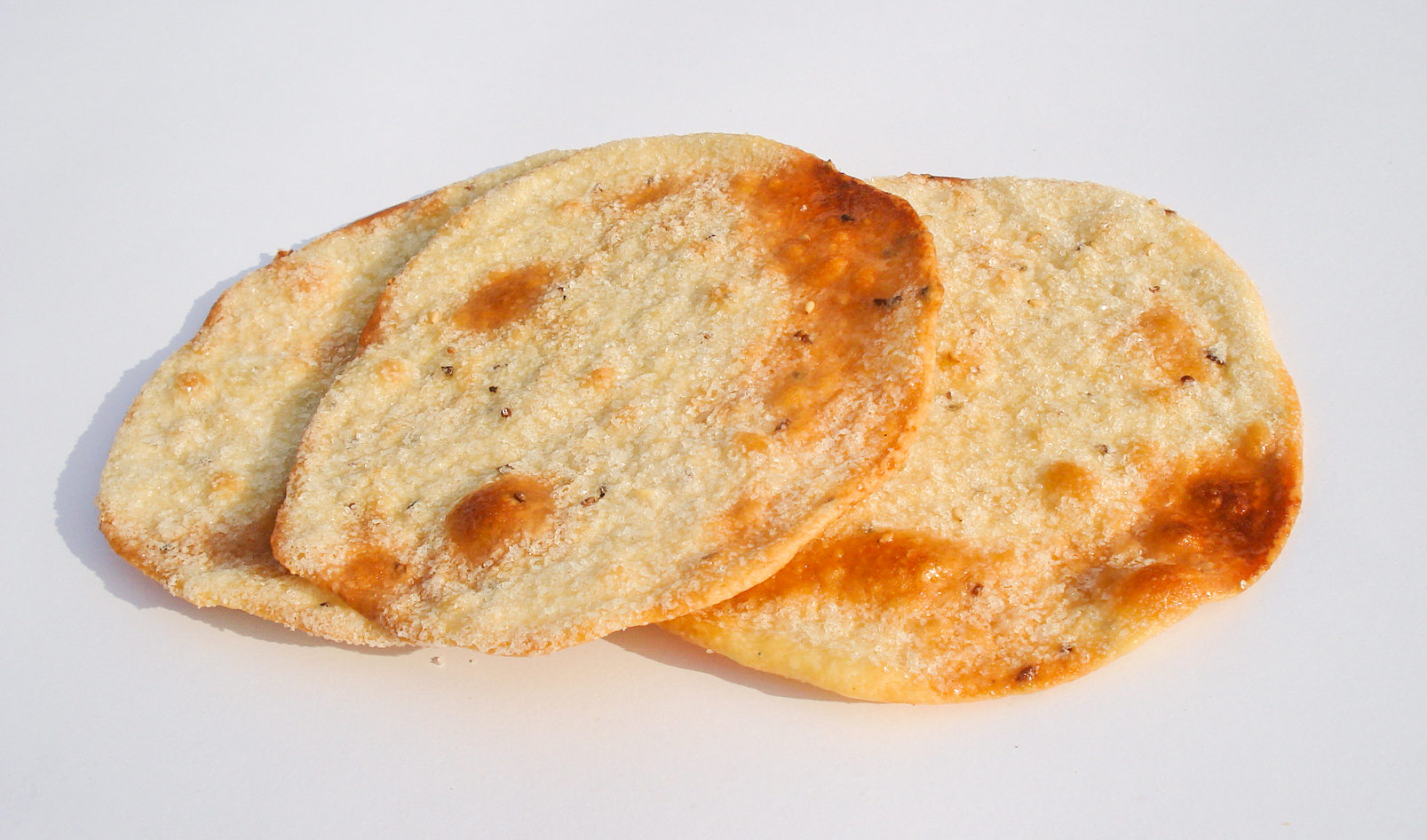
Tortas de aceite sevillana.

- la torta de aceite de Sevilla es crujiente y fina (no tiene miga) y, aparte del aceite, se condimenta con sésamo, anís, azúcar y demás. También son conocidas como tortas de Inés Rosales, por ser la principal empresa productora.
- la torta de aceite de Málaga, un pastel hecho al horno, con miga similar a un bizcocho, con leche y matalahúva (anís) en la masa y decorado con almendras
- la torta de aceite de Córdoba o de Jaén, donde son más conocidas como tortas dormías.
- la torta de aceite de Teruel
- la torta de aceite de Alcubierre, Huesca
- la torta de aceite de Vitoria
- etc.

Muchos equivalentes a las tortas de aceite se pueden encontrar a lo largo y ancho de la península: la coca de aceite en Valencia, el pan de cañada en Aragón, la jallulla y la salaílla en Granada,  o la bica de azeite en la Beira portuguesa.

## Origen
Las tortas de aceite de oliva tienen un origen muy antiguo, y multitud de variantes por todo el Mediterráneo. Como el pan de cañada aragonés, las tortas son el primer producto que el panadero mete en el horno, ya que aportan la humedad y temperatura necesarias para los panes siguientes. Se desconoce el origen de las tortas de aceite. En España, los estudios de pastelería apuntan hacia recetas árabes, judías o mozárabes de la mitad meridional de la península ibérica. En la narración que Mateo Alemán hizo sobre la vida del pícaro Guzmán de Alfarache, de finales del s. XVI y principios del s. XVII, dice de las tortas de aceite:

Dale mis encomiendas, aunque no lo conozco, y dile que me pesa mucho y parte con él de aquesa conserva, que para ti, bien mío, la tenía guardada. Mañana es día de amasijo y te haré una torta de aceite con que sin vergüenza puedas convidar a tus camaradas.
Guzmán de Alfarache, Cátedra, 1987, p. 486.

## Por región

### Andalucía

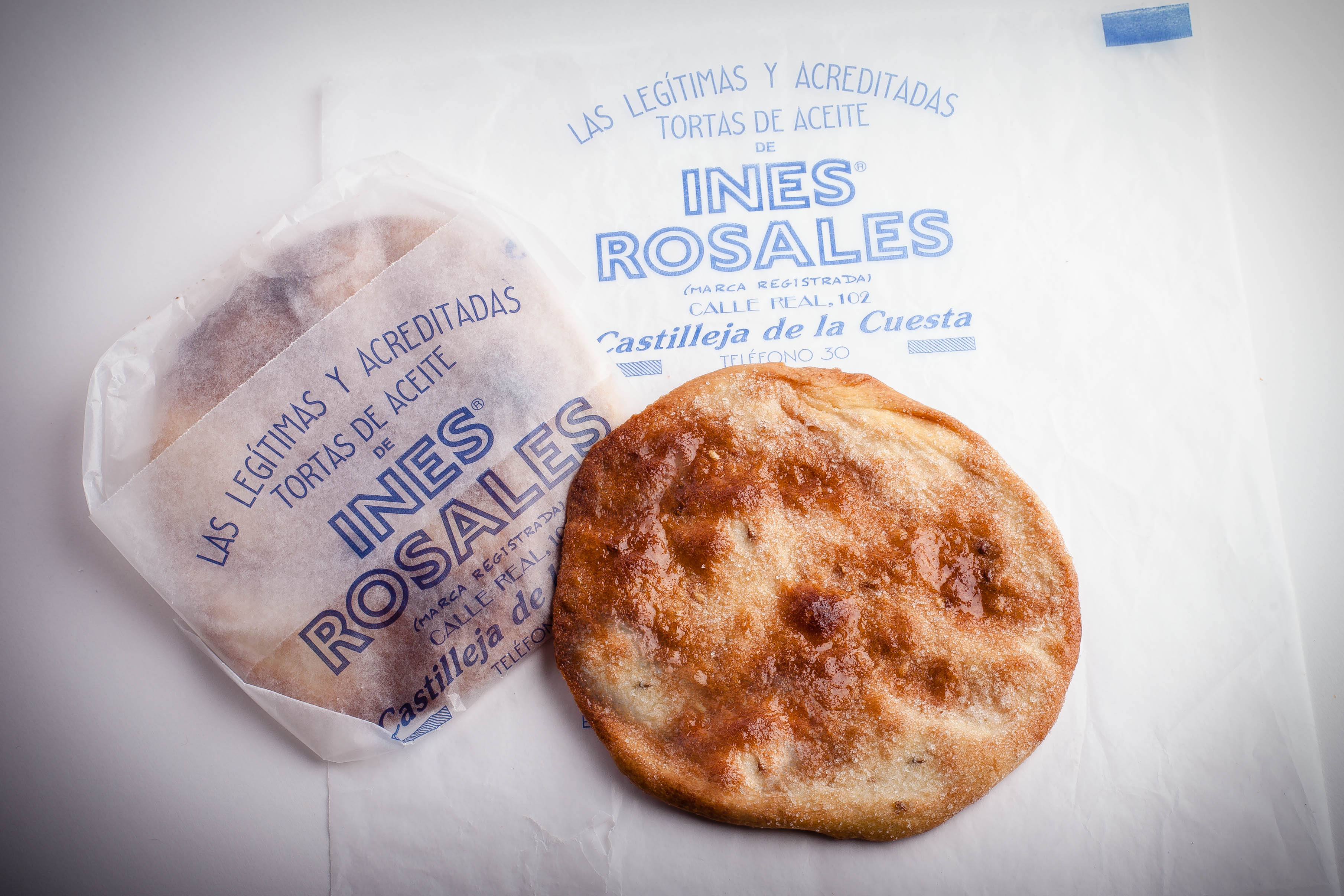
Las tortas de aceite Inés Rosales, de Castilleja de la Cuesta, tienen el sello Especialidad Tradicional Garantizada.

La torta de aceite sevillana es un dulce de pastelería fino, crujiente y hojaldrado con una larga tradición en diversas fórmulas de la repostería española. Sus ingredientes principales son: harina de trigo, aceite de oliva, azúcar, anís, sésamo y sal. Cada torta suele pesar unos 30 gramos y su fabricación suele ser artesanal. Las tortas de aceite de Castilleja de la Cuesta, Sevilla, están protegidas por la denominación Especialidad Tradicional Garantizada. La marca que actualmente posee la certificación de calidad debido al uso exclusivo de aceite de oliva virgen extra unido a la elaboración manual que no ha cambiado a lo largo de 100 años, es Inés Rosales. En 1910, una mujer de la localidad de Castilleja de la Cuesta llamada Doña Inés Rosales, rescató esta receta tradicional que se había ido transmitiendo de generación en generación. Comenzó a comercializarlas por el Aljarafe sevillano hasta conseguir una popularidad que se extendió por todo el país.

### Castilla y León

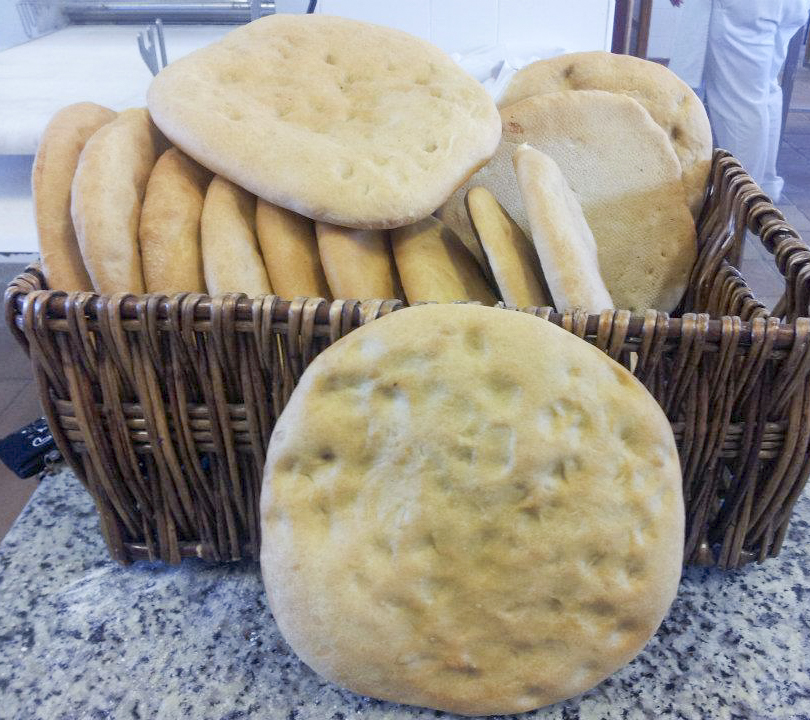
Torta de aceite de Aranda.

Son famosas las tortas de Aranda de Duero, Peñafiel y Valladolid. Son panes redondos y planos, de miga esponjosa y húmeda. Se elaboran con harina de fuerza (W240), agua, levadura, masa madre, aceite de oliva virgen extra y sal. Los ingredientes se amasan por 15-20 minutos. Luego, se divide la masa en porciones individuales, se bolea y se deja reposar.
A la torta se le practican el «calado», es decir, con los dedos hacer hoyuelos por toda la superficie excepto en los bordes, de manera que cuando se unte con aceite éste no derrame. Se le da un último reposo y se pasa al horno durante una media hora a 220 °C.